# 第1軍 (日本軍)
第1軍（だいいちぐん）は、大日本帝国陸軍の軍の一つ。日清戦争、日露戦争及び日中戦争時に編成された。

## 日清戦争における第1軍
日清戦争において1894年（明治27年）9月1日に編成され、戦後の1895年5月28日に解散した。

### 第1軍の人事
- 司令官
  - 山縣有朋 大将（1894年9月1日 -）
  - 野津道貫 大将（1894年12月19日 -）
- 参謀長 小川又次 少将（1894年9月1日 -）
- 砲兵部長 黒田久孝 少将
- 工兵部長 矢吹秀一 工兵大佐
- 監督部長 吉沢直行 一等監督
- 軍医部長 石阪惟寛 軍医総監（陸軍軍医・序列第二位）
- 参謀副長 田村怡与造 歩兵少佐
- 参謀
  - 福島安正 歩兵中佐
  - 上原勇作 工兵少佐
  - 青木宣純 砲兵大尉
  - 蠣崎富三郎 歩兵大尉
  - 立花小一郎 歩兵大尉
- 高級副官 渡辺章 歩兵少佐

#### 兵站部
- 兵站監 塩屋方圀 少将
- 参謀長 竹内正策 歩兵中佐
- 監督部長 吉田丈治 二等監督
- 軍医部長 用吉左久馬 一等軍医正

### 所属部隊
- 第3師団
  - 歩兵第5旅団
  - 歩兵第6旅団
- 第5師団
  - 歩兵第9旅団
  - 歩兵第10旅団

## 日露戦争における第1軍
日露戦争において1904年（明治37年）2月5日に編成され、戦後の1905年12月9日に解散した。

### 第1軍の人事
- 司令官
  - 黒木為楨 大将（1904年2月5日 -）
- 参謀長 藤井茂太 少将（1904年2月5日 -）
- 砲兵部長 松本鼎 大佐
- 工兵部長 児玉徳太郎 少将
- 経理部長 青柳忠次 一等主計正
- 軍医部長 谷口謙 軍医監
- 参謀副長 松石安治 大佐
- 兵站参謀 栗田直八郎 中佐
- 情報参謀 萩野末吉 少佐
- 作戦参謀 木下宇三郎 少佐
- 参謀
  - 福田雅太郎 少佐
  - 朝久野勘十郎 少佐
  - 引田乾作 大尉
  - 斎藤常三郎 大尉
- 兵站監 渋谷在明 少将
- 兵站参謀長 蠣崎富三郎 中佐
- 高級副官 岩満仲太郎 少佐
- 管理部長 渡辺岩之助 少佐

### 所属部隊
- 近衛師団：浅田信興 中将
  - 近衛歩兵第1旅団：木村有恒 少将
  - 近衛歩兵第2旅団：渡辺章少将→谷山隆英少将
- 第2師団：西島助義 中将
  - 歩兵第3旅団：石橋健蔵 少将
  - 歩兵第15旅団：小原芳次郎 少将
- 第12師団：井上光 中将
  - 歩兵第12旅団：島村干雄 少将
  - 歩兵第23旅団：今村信敬 少将
- 近衛後備混成旅団：梅沢道治 少将
- 後備歩兵第5旅団：粟飯原常世 少将
- 後備歩兵第13旅団：河野通行 大佐

## 日中戦争における第1軍
日中戦争勃発後の1937年（昭和12年）8月31日に、中華民国河北省天津に駐屯していた支那駐屯軍から改編され、同時に新設された北支那方面軍の戦闘序列に入った。主に華北方面を作戦地域とし、終戦時は太原に在った。

### 軍概要
- 通称号：乙
- 編成時期：1937年8月31日
- 上級部隊：北支那方面軍
- 最終位置：太原

### 歴代司令官
- 香月清司 中将：1937年8月26日 -
- 梅津美治郎 中将：1938年5月30日 -
- 篠塚義男 中将：1939年9月7日 -
- 岩松義雄 中将：1941年6月20日 -
- 吉本貞一 中将：1942年8月1日 -
- 澄田らい四郎 中将：1944年11月22日 -

### 歴代参謀長
- 橋本群 少将：1937年8月26日 -
- 飯田祥二郎 少将：1938年1月27日 -
- 櫛淵鍹一 少将：1938年11月9日 -
- 田中隆吉 少将：1940年3月9日 -
- 楠山秀吉 少将：1940年12月2日 -
- 花谷正 少将：1941年12月1日 -
- 堀毛一麿 少将：1943年10月23日 -
- 山岡道武 少将：1944年12月16日 -

### 最終司令部構成
- 司令官：澄田賚四郎中将
- 参謀長：山岡道武少将
- 高級参謀：伊藤一郎中佐
- 兵器部長：高森孝平大佐
- 経理部長：江口猪四郎主計大佐
- 軍医部長：近藤治三郎軍医大佐
- 軍獣医部長：佐々木茂獣医大佐
- 法務部長：高柳貞槌法務少佐

### 昭和14年末の所属部隊
- 第36師団：舞伝男中将[1]
- 第37師団：平田健吉中将[1]
- 第41師団：田辺盛武中将[1]
- 独立混成第3旅団：吉沢忠男中将[1]
- 独立混成第4旅団：百武晴吉中将[1]
- 独立混成第9旅団：越生虎之助少将[1]
- 独立混成第16旅団：村井俊雄少将[1]

### 昭和16年末の所属部隊
- 第36師団：井関仭中将[2]
- 第37師団：長野祐一郎中将[2]
- 第41師団：清水規矩中将[2]
- 独立混成第3旅団：毛利末広少将[2]
- 独立混成第4旅団：津田美武少将[2]
- 独立混成第9旅団：池ノ上賢吉少将[2]
- 独立混成第16旅団：若松平治少将[2]

### 最終所属部隊
- 第114師団：三浦三郎中将[3][4]
- 独立混成第3旅団：山田三郎少将[5][6]
- 独立歩兵第10旅団：板津直俊少将[5][6]
- 独立歩兵第14旅団：元泉馨少将[5][6]
- 第5独立警備隊：原田新一少将[6]

砲兵・輸送・通信部隊
- 独立山砲兵第24大隊
- 自動車第27連隊：相馬誠次少佐
- 独立輜重兵第1連隊：佃曻大佐
- 電信第9連隊：杉野俊三郎大佐

兵站病院
- 第162兵站病院：三浦大三郎軍医大佐
- 第163兵站病院：岡本八十一軍医大佐（最終位置：臨汾）
- 第164兵站病院（最終位置：運城）
- 第194兵站病院（最終位置：潞安）
- 第195兵站病院：遠藤吉雄軍医中佐（最終位置：陽泉）
- 第196兵站病院